# Maojiadian (köpinghuvudort i Kina, Liaoning Sheng, lat 43,04, long 124,29)
Maojiadian (kinesiska: 毛家店, 毛家店镇) är en köpinghuvudort i Kina. Den ligger i provinsen Liaoning, i den nordöstra delen av landet, omkring 160 kilometer nordost om provinshuvudstaden Shenyang. Antalet invånare är 31 433. Befolkningen består av 15 531 kvinnor och 15 902 män. Barn under 15 år utgör 14,0 %, vuxna 15-64 år 76 %, och äldre över 65 år 9,0 %.
Runt Maojiadian är det ganska tätbefolkat, med 155 invånare per kvadratkilometer. Närmaste större samhälle är Siping, 14,9 km nordost om Maojiadian. Trakten runt Maojiadian består till största delen av jordbruksmark.
Genomsnittlig årsnederbörd är 1 061 millimeter. Den regnigaste månaden är augusti, med i genomsnitt 233 mm nederbörd, och den torraste är januari, med 10 mm nederbörd.